# La cartografia mallorquina
 La cartografia mallorquina és un llibre d'assaig sobre els portolans mallorquins escrit pel catedràtic Julio Rey Pastor amb la col·laboració d'Ernesto García Camarero. Es tracta d'un assaig erudit, peça clau en l'estudi dels portolans, sobretot dels mallorquins, la mitat del llibre el dedica a l'estudi de 400 portolans mallorquins existents arreu del món.

## Estil de l'escola de Mallorca
Rey Pastor abans d'ensenyar com identificar les obres d'aquesta escola pels seus trets inequívocs, diu,«…En el monumental Periplus del insuperable Nordenskiöld, vi con grata sorpresa, que los más abigarrados pergaminos, exornados con efigies de monarcas fabulosos y leyendas ingenuas, redactadas en catalán con informaciones físicas, biológicas, políticas…, de cada región, tienen su origen —ignórase la fecha— en Mallorca, siendo designadas como -cartas catalanas-…»
Rey Pastor al seu llibre, dona una explicació de per què cap erudit espanyol havia tocat el tema, en referir-se a la injusta apropiació per part dels italians: «Nuestros geógrafos, insuficientemente pertrechados, permanecieron tímidamente neutrales; y los belicosos vindicadores de la ciencia española que D. Gumersindo Laverde había organizado en falange defensora de la bandera enarbolada por el joven Menéndez Pelayo permanecieron silenciosos, porque el gran erudito había olvidado este capítulo de la ciencia medieval…»
Rey Pastor –gran matemàtic i aimant de la cartografia– entrava dins d'aquest perfil, de fet els cartògrafs a part d'artistes havien de dominar les matemàtiques –almenys algun d'ells–, perquè la projecció de l'esfera sobre un pla les necessita. Julio Rey Pastor, va saber posar els punts sobre les is, defensant l'autoria mallorquina de molts portolans, tant davant dels portuguesos, com contra certs «experts» italians, i de fet més imparcial no ho pot ser, ja que era de la Rioja. «Petrus Rosselli me fecit ab Majoricarum Insulae». (…"de arte beccaria"…, mal interpretat com que era deixeble de Beccaria) D'Angelino Dulcert els italians pretenien que Dulcert era «Dalorto» mal escrit.

## Influència en la cartografia portuguesa
Diu Rey Pastor «…es imperdonable que escribieran sobre el tema sin leer a Barros, que claramente dice : -mándou vir da ilha de Mallorca um mestre Jacome, hornera mui douto na arte de navegar, que fasia e instrumentos náuticos e que Ihe custou muito pelo trazer a este reino para ensinar sua sciencia aos officiaes portuguezes d'aquella mes ter».
"Que (c. 1415) actuaba Jafuda Cresques como director de la Academia de Sagres, era cosa sabida de los historiadores hace más de un siglo, aunque no se habían identificado ambos cartógrafos: el de Mallorca y el de Sagres. Hasta entonces cabía (a base de gran ignorancia cartográfica) atribuir a la escuela del Infante, y no a él en persona, la invención de los portulanos; pero ¿qué sentido tenía eso al fundar hacia el 400 esa escuela o academia el emigrado Cresques, ya setentón y cansado de fabricar durante medio siglo planisferios para l'insaciable Pedro el ceremonioso y el heredero, también cartomaniático, Don Juan"
Diu que aquest fet ja el recull Pacheco Pereira de la següent forma:
| « | …Muijos beneficios tem feytos o virtuoso Infante Dom Anrique a estes Reynos de Portugal, por que descubrió a ilha da Madeyra no anno de nosso senhor de mil CCCCXX, e ha mandau pouoar e mandou a Cicilia pellas canas de açuquar…; isso mesmo mandou á ilha de Malhorca por um mestre Jacome, mestre de cartas de marear, na qual ilha primeiramente se fezeram as ditas cartas, e com muitas dadiuas e mercés ho ouue nestes Reynos, ho qual as ensinou a fazer áquelles de que os que em nosso tempo viuem, aprendéram. | » |